# 8459 Larsbergknut
8459 Larsbergknut eller 1981 EQ18 är en asteroid i huvudbältet som upptäcktes den 2 mars 1981 av den amerikanska astronomen Schelte J. Bus vid Siding Spring-observatoriet. Den är uppkallad efter Lars V. Bergknut.
Asteroiden har en diameter på ungefär 10 kilometer och den tillhör asteroidgruppen Themis.